# Callejon (groupe)
Pour les articles homonymes, voir Callejon.
Callejon (prononcé comme le mot espagnol) est un groupe allemand de metalcore, dont les membres viennent de Düsseldorf, Ratingen et Cologne.

## Biographie

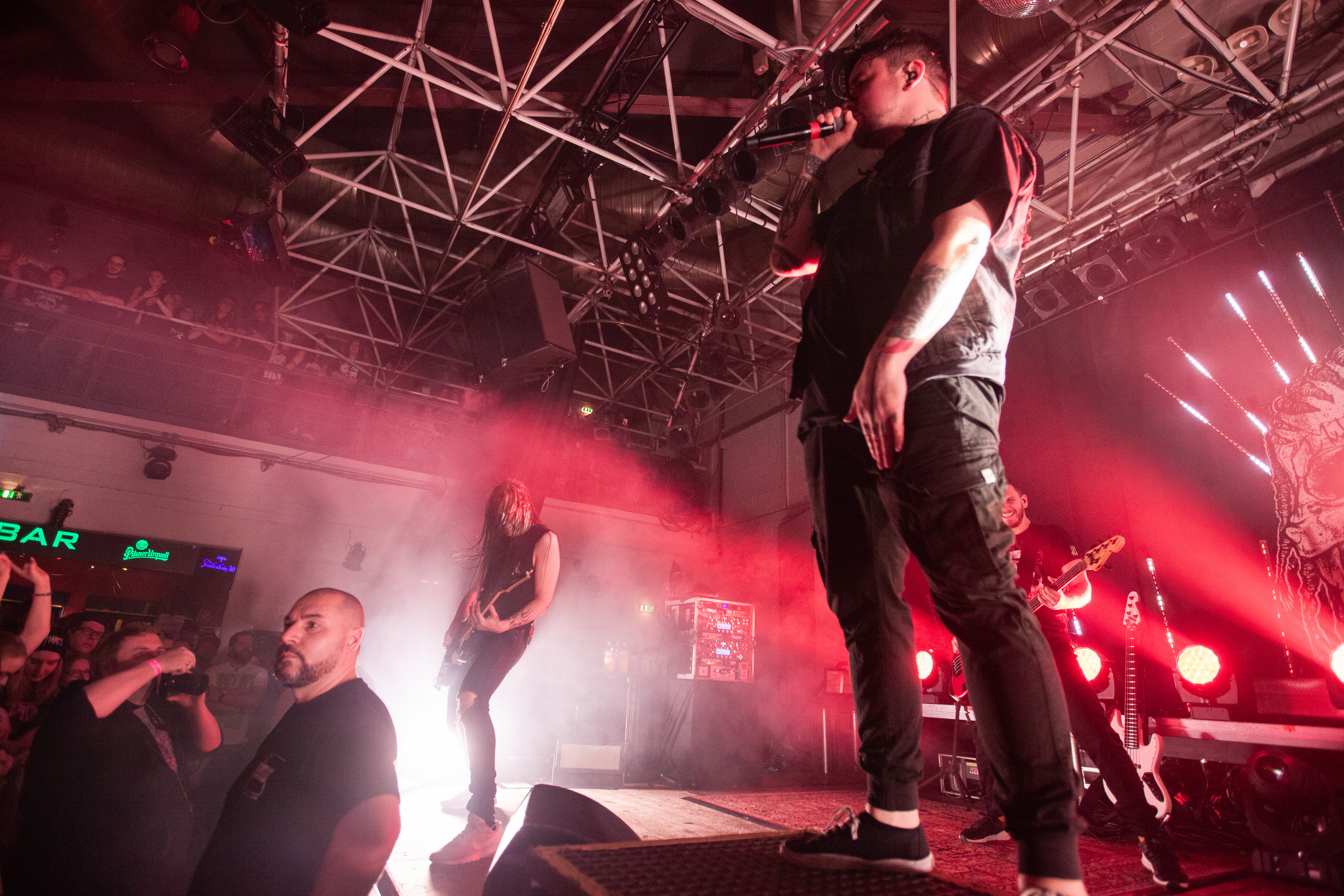
Chanteur Bastian BastiBasti Sobtzick

Callejon est formé en 2002. L'année suivante, il publie une démo. Chronos EP sort en février, suivi du premier album, Willkommen im Beerdigungscafé, le 7 juillet 2006, qui est l'occasion d'une tournée de trois semaines en février 2007. En septembre 2007, un contrat est signé avec Edition TAKK, une filiale de SONY/ATV Music Publishing Germany. Thomas Buschhausen et Thorsten Becker viennent compléter le groupe fin 2007. Une tournée d'hiver est faite autour de l'EP Fauler Zauber Dunkelherz. Le batteur Sven Wasel est remplacé par Bodo Stricker. 
En mai 2008, le groupe signe pour Nuclear Blast. L'album Zombieactionhauptquartier sort le 28 novembre 2008. Le sujet des zombies donne au style musical le nom de « zombiecore ». Il comprend une collaboration de Nico du groupe de hip-hop K.I.Z. sur le titre Porn from Spain. Le magazine Orkus en fait sa nouveauté du mois.
Le 26 mars 2010, Callejon met en diffusion sur Internet l'album Videodrom, inspiré du film de David Cronenberg. Le groupe annonce la mort le 11 août d'un membre fondateur, le bassiste Sebastian Gallinat, âgé de 26 ans, sans donner de détails. La même année, le groupe et Nuclear Blast se séparent d'un commun accord. Durant l'été 2011, le groupe fait une tournée intitulée Diese Tour macht betroffen avec un nouveau guitariste pour des raisons de santé de celui qui est remplacé. En août 2011, le magazine Metal Hammer consacre un numéro spécial pour les vingt ans de l'album noir de Metallica. À cette occasion, il demande à divers groupes de reprendre les titres de l'album. Il demande ainsi à Callejon sa version de Wherever I May Roam.
Le 17 janvier 2012, le groupe annonce sur son site Internet son retour en studio pour un nouvel album avec le label Four Music. Blitzkreuz sortira le 9 juin. Il se place à la neuvième place des ventes d'albums en Allemagne. Le 10 novembre 2012, le concert au Live Music Hall à Cologne est interrompu après que des parties du plafond sont tombées. Selon Focus, onze personnes sont légèrement blessées. Ce concert est le dernier du Blitzkreuz-Tour.
Le 11 janvier 2013, le groupe publie un album de reprises, Man Spricht Deutsch, sous le nom de Kallejon. En mars, il apparaît dans l'émission télévisée On Tape (ZDFkultur) et à Circus HalliGalli (ProSieben). Le groupe est présent dans les festivals With Full Force et Wacken Open Air. En février 2014, Callejon et le groupe japonais Coldrain sont la première partie de la tournée européenne de Bullet for My Valentine (sauf en Scandinavie et en Russie),.
Le 9 janvier 2015, le groupe publie l'album Wir sind Angst. En février et mars 2015, ils se lancent dans une tournée allemande avec Annisokay et Vitja, en 15 dates. De cette tournée, ils annoncent ensuite un album live sous le titre de Live aus Köln, publié le 27 novembre 2015.
En mai 2020, le groupe annonce un nouvel album intitulé Metropolis, qui sort le 28 août 2020. L'album est inspiré par le film Metropolis de Fritz Lang (1927). La première chanson de l'album à venir, le single homonyme, sort le 29 mai 2020. Le chanteur BastiBasti réalisera le clip vidéo correspondant. En juillet 2022 sort le premier single Tor of Death, issu de l'album Eternia, qui est sorti le 28 octobre 2022.

## Membres

### Membres actuels
- Bastian « BastiBasti » Sobtzick – chant (depuis 2002)
- Bernhard Horn – guitare (depuis 2002)
- Christoph « Kotsche » Koterzina– guitare (depuis 2011)
- Thorsten Becker– basse (depuis 2006)
- Max « Kotze » Kotzmann – batterie (depuis 2010)

### Anciens membres
- Frank Walther – basse
- Simon Vohberger – basse
- Stefan Vohberger – guitare (?–2007)
- Sebastian Gallinat - basse (décédé en 2010)
- Sven Wasel – batterie (–2007)
- Thomas Buschhausen – guitare

## Discographie

### Albums studio
- 2006 : Willkommen im Beerdigungscafé
- 2008 : Zombieactionhauptquartier
- 2010 : Videodrom
- 2012 : Blitzkreuz
- 2013 : Man spricht Deutsch
- 2015 : Wir sind Angst
- 2017 : Fandigo
- 2018 : Fandigo(remixe)
- 2019 : Hartgeld im Club (Bonus Tracks Version)
- 2022 : Eternia

### Albums live
- 2013 : Man Spricht Deutsch Tour Edition
- 2015 : Live in Köln

### EP
- 2005 : Chronos
- 2007 : Fauler Zauber Dunkelherz

### CD Promos
- 2008 : Porn from Spain / Zombiefied
- 2009 : Sommer, Liebe, Kokain
- 2011 : Wherever I May Roam
- 2012 : Schrei nach Liebe

### Singles
- 2009 : Phantomschmerz
- 2012 : Porn From Spain 2
- 2012 : Kind im Nebel
- 2017 : Hölle Stufe 4
- 2018 : Urlaub fürs Gehirn
- 2018 : Palmen aus Plastik
- 2018 : Von Party zu Party
- 2022 : Eternia

### Démos
- 2003 : Demo 2003

### Apparitions d'albums hommage
- Metallica: A Tribute to the Black Album (2011) (Wherever I May Roam)